# Habrodesmella tingomariae
Habrodesmella tingomariae är en mångfotingart som beskrevs av Kraus 1956. Habrodesmella tingomariae ingår i släktet Habrodesmella och familjen orangeridubbelfotingar. Inga underarter finns listade i Catalogue of Life.